# Karaiya
Karaiya (en népalais : करैया) est un comité de développement villageois du Népal situé dans le district de Bara. Au recensement de 2011, il comptait 5 313 habitants.